# Get Lucky (singel)
Get Lucky – singel francuskiego zespołu Daft Punk we współpracy z amerykańskim artystą Pharrellem Williamsem i gitarzystą grupy Chic – Nilem Rodgersem. Piosenkę napisali: Thomas Bangalter, Guy-Manuel de Homem-Christo, Pharrell Williams oraz Nile Rodgers. Pomimo że utwór nie ma oficjalnego teledysku, singel ustanowił rekord odtworzeń w serwisie Spotify w ciągu jednego dnia w Wielkiej Brytanii i USA oraz dotarł do 1 miejsca na iTunes w ponad 40 krajach. Pierwsza przeróbka piosenki „Get Lucky” została wykonana przez zespół Daughter dla radia BBC. Wersja albumowa utworu trwa 6:07, wersja radiowa 4:08, zaś remiks Daft Punk 10:32.

## Single

### Wersja podstawowa
| 1 . | „Get Lucky” (radio edit) | 4:07  |
|     |                          |       |
|     |                          | 04:07 |
|     |                          |       |

### Singel-remiks
| 1 . | "Get Lucky" [Daft Punk Remix] | 10:32 |
|     |                               |       |
|     |                               | 10:32 |
|     |                               |       |

### Maxi-singel winylowy[6]
| 1 . | „Get Lucky” [Daft Punk Remix] | 10:32 |
|     |                               |       |
| 2 . | „Get Lucky”                   | 06:07 |
|     |                               |       |
| 3 . | „Get Lucky” [Radio Edit]      | 04:08 |
|     |                               |       |
|     |                               | 20:47 |
|     |                               |       |

## Notowania

### Świat
| Lista (2013)                                   | Najwyższa pozycja |
| ---------------------------------------------- | ----------------- |
| Australian ARIA Singles Chart                  | 1                 |
| Ö3 Austria Top40 SingleCharts                  | 1                 |
| Ultratop 50                                    | 1                 |
| Hot 100 Songs & Tracks/Cabreu Voip             | 12                |
| Chile Top 100 Singles                          | 6                 |
| Hrvatska Airplay Top 100                       | 1                 |
| Czech Republic Top-20                          | 1                 |
| Tracklisten Top-40                             | 1                 |
| Estonia Top-20                                 | 1                 |
| Finnish Singles Chart                          | 1                 |
| SNEP                                           | 1                 |
| Ellada Airplay Top 100                         | 1                 |
| PROMUSICAE                                     | 1                 |
| Dutch Single Top 100                           | 2                 |
| IRMA                                           | 1                 |
| Tónlist – Lagalistinn                          | 1                 |
| Media Forest                                   | 1                 |
| Billboard Japan Hot 100                        | 6                 |
| Canadian Hot 100                               | 2                 |
| GAON                                           | 3                 |
| Lithuania Top-20                               | 1                 |
| Luxembourg Digital Songs/Billboard             | 1                 |
| Latvia Top-20                                  | 1                 |
| Malta Top-20                                   | 1                 |
| Ingles Top 20/Radio Notas                      | 14                |
| Media Control AG                               | 1                 |
| VG-lista                                       | 2                 |
| RIANZ                                          | 2                 |
| Portugal Digital Songs/Billboard               | 1                 |
| Romania Top-20                                 | 1                 |
| Tophit                                         | 1                 |
| Slovakia Top-20                                | 1                 |
| Slovenia Top-20                                | 1                 |
| U.S. Billboard Hot 100                         | 3                 |
| Schweizer Hitparade                            | 1                 |
| Sverige Topplistan                             | 2                 |
| Pop Rock General                               | 1                 |
| MAHASZ – Editors’ Choice rádiós játszási lista | 1                 |
| MAHASZ – Rádiós Top 40 játszási lista          | 1                 |
| UK Singles Chart                               | 1                 |
| FIMI                                           | 1                 |

### Listy przebojów w Polsce
| Stacja radiowa                         | Lista przebojów              | Najwyższa pozycja |
| -------------------------------------- | ---------------------------- | ----------------- |
| Program Trzeci Polskiego Radia         | LP3                          | 1                 |
| Akademickie Radio Index 96FM           | Index Lista                  | 3                 |
| Polskie Radio Białystok                | Szczęśliwa 13                | 1                 |
| Polskie Radio Katowice                 | Lista Przebojów              | 4                 |
| Radio Bielsko                          | Codzienna Lista Przebojów    | 1                 |
| Radio FaMa Kielce                      | Radioaktywna Lista Przebojów | 7                 |
| Radio Konin                            | Lista Przebojów Radia Konin  | 10                |
| Radio Łódź                             | Lista Radia Łódź             | 7                 |
| Radio Merkury Poznań                   | Lista Przebojów              | 1                 |
| Radio Nysa FM                          | Lista Przebojów              | 2                 |
| Radio Park                             | Lista Przebojów              | 12                |
| Radio Strefa FM – Piotrków Trybunalski | Strefa Hitów                 | 1                 |
| Radio SUD                              | Lista Hitów                  | 1                 |
| Radio Szczecin                         | SLiP                         | 2                 |
| Radio Victoria                         | Lista przebojów              | 5                 |
| Radio Ziemi Wieluńskiej                | Przebojowa Lista w Radiu ZW  | 1                 |
| RDN Małopolska                         | Lista Przebojów              | 3                 |
| Radio Eska                             | Global Lista                 | 2                 |
| Radio Eska                             | Gorąca 20                    | 1                 |
| Radio ZET                              | Lista Przebojów              | 10                |
| RMF FM                                 | POPLista                     | 1                 |
| UWM                                    | Lista przebojów UWUEMKA      | 1                 |